# Messier 71
Messier 71 (również M71, NGC 6838) – gromada kulista znajdująca się w gwiazdozbiorze Strzały. Odkrył ją francuski astronom Philippe Loys de Chéseaux w roku 1745 lub 1746. Od 4 października 1780 roku w katalogu Messiera.
M71 jest bardzo rozproszona jak na gromadę kulistą, i przez pewien czas podejrzewano nawet, że może to być gromada otwarta.
Gromada kulista M71 znajduje się w odległości około 13 000 lat świetlnych (~4000 pc) od Ziemi. Średnica gromady wynosi ok. 27 lat świetlnych. W gromadzie tej odkryto tylko 8 gwiazd zmiennych. Jej metaliczność jest jedną z najwyższych wśród gromad kulistych.
Można ją odnaleźć na niebie w pół drogi między gwiazdami gamma Sge i delta Sge. Jasność M71 wynosi 8,2m i da się ją dostrzec przez dobrą lornetkę.